# Kamień (wulkan)
Kamień (ros. Камень) – nieaktywny stratowulkan o wysokości 4585 m n.p.m., położony na rosyjskiej Kamczatce i drugi pod względem wysokości na tym półwyspie.